# 30081 Zarinrahman
30081 Zarinrahman è un asteroide della fascia principale. Scoperto nel 2000, presenta un'orbita caratterizzata da un semiasse maggiore pari a 2,3315555 au e da un'eccentricità di 0,1598165, inclinata di 5,38833° rispetto all'eclittica.
L'asteroide è dedicato alla studentessa statunitense Zarin Ibnat Rahman.